# Rancho Alegre d'Oeste
Rancho Alegre D'Oeste é um município brasileiro do estado do Paraná. Fica situado na Região de Goioerê, e sua população estimada em 2018 era de 2 682 conforme dados do IBGE.